# Torneo de San José 2013
El Torneo de San José 2013 fue un evento de tenis ATP World Tour de la serie 250 que se jugó entre el 11 y el 17 de febrero en el complejo deportivo HP Pavilion de San José (California, Estados Unidos). En su edición número 124°.

## Cabezas de serie

### Individual
| Tenista           | Ranking | Preclasificado |
| Milos Raonic      | 13      | 1              |
| John Isner        | 16      | 2              |
| Sam Querrey       | 20      | 3              |
| Tommy Haas        | 22      | 4              |
| Fernando Verdasco | 24      | 5              |
| Denis Istomin     | 46      | 6              |
| Marinko Matosevic | 49      | 7              |
| Xavier Malisse    | 51      | 8              |

### Dobles
| Tenista                         | Ranking | Preclasificado |
| Bob Bryan Mike Bryan            | 3       | 1              |
| David Marrero Fernando Verdasco | 45      | 2              |
| Santiago González Scott Lipsky  | 67      | 3              |
| Xavier Malisse Frank Moser      | 124     | 4              |

## Campeones

### Individuales masculino
Miloš Raonić  venció a  Tommy Haas por 6-4, 6-3 

### Dobles masculino
Xavier Malisse /  Frank Moser  vencieron a  Lleyton Hewitt /  Marinko Matosevic por 6–0, 6–7 (5), [10–4] 
- Datos: Q4163522